# Вайсберг Берта Йосипівна
Бéрта Йóсипівна Вáйсберг (уроджена Грінберг; 18 квітня 1911, Баден-Баден — 4 вересня 1972, Київ) — українська шахістка, семиразова чемпіонка України і п'ятиразова учасниця фіналів першості СРСР (найкращий результат — 1950 р., IV—V місця), представляла Київ.
Бабця художника Матвія Вайсберга.

## Біографія
Народилася в 1911 році в родині Йосипа Бенціоновича Грінберга, купця 1-ї гільдії. Закінчила консерваторію, але за фахом не працювала, присвятивши життя шахам. Першим значним шаховим дебютом для неї став перший жіночий чемпіонат із шахів ВЦРПС, який відбувався з 10 до 20 листопада 1928 року в Москві. У цьому турнірі сімнадцятирічна Берта Грінберг поділила 5 й 6 місця, набравши 4,5 очок із 8. У першому чемпіонаті України в 1935 році вона посіла перше місце, поділивши його з рідною сестрою Розою Клігерман. Наступного року сестри знову поділили перемогу в республіканській першості.
У 1936 році Берта Вайсберг разом зі старшою сестрою взяла участь у відборі до фіналу чемпіонату СРСР із шахів. Півфінали проходили в Ленінграді. Щоб потрапити до фіналу їй забракло кількості перемог (п'ять кругових турнірів за участі десяти шахісток, з котрих у фінал проходили лише по дві переможниці), проте відомий шахіст і один із засновників шахового руху С. Й. Вайнштейн у статті про турнір всесоюзної першості залишив такі відгуки:
|  | «Турнір виявив принаймні 5-6 шахісток, які по силі своїй вже наближалися до провідної групи москвичок і ленінградок. Насамперед сюди слід зарахувати учасниць фіналу Тихомірову і Зефірову, українок Вайсберг, Артем'єву і Добровольську». |
До війни було проведено ще три чемпіонати України, в одному з яких (у 1938 р.) Вайсберг знову поділила перемогу, цього разу з Артем'євою і Софією Соколик (Запоріжжя).
Під час війни Берта Вайсберг із дітьми Семеном і Ларисою перебувала в Чкаловській області (у той час місто Оренбург мало назву Чкалов). 28 серпня 1943 року в боях під Смоленськом загинув голова сім'ї, Михайло Петрович Вайсберг.
Після війни жіночі чемпіонати Союзу проводилися щорічно. Вайсберг здобула перемогу в першостях республіки 1946 і 1950 рр. (перша з них була одноосібною з 10 очками з 11), всесоюзних першостях ДСТ «Труд» 1947 і 1948 рр. і в чемпіонаті Києва 1948 р. У 1949 році поділила 3-4 місця у всесоюзному півфіналі (із ленінградкою Ольгою Семеновою-Тян-Шанською), що відчинило їй двері до «вищого суспільства» шахового світу.
Була ученицею Юрія Сахарова (див. Юхим Лазарєв, «Творчість шахістів України», 1982 р.). Згодом він же в нарисі про Сахарова «Пан інспектор, або таємниці скаліченої долі» писав, що після сумнозвісного арешту та подальшого засудження на 25 років, Сахаров із місць ув'язнення «листувався після 1953 р. З багатьма київськими шахістами, зокрема, із багаторазовою чемпіонкою України Бертою Вайсберг, із сім'єю якої він багато років товаришував». Ба більше, саме вона, попри часте безгрошів'я, не раз посилала Юрію Миколайовичу книжки з шахів, коли той відбував строк на будівництві Братської ГЕС. Сахарова й сьогодні з теплотою згадує Матвій Вайсберг, який у юному віці займався шахами у київському клубі спортивного товариства «Авангард», де працював київський майстер. Традиція триває й досі — сьогодні в цьому ж клубі займається правнук шахістки Симон Вайсберг.
У ті далекі роки в жіночій шаховій класифікації не було не тільки гросмейстерського титулу, але й розряду кандидата в майстри. Тобто після виконання відповідних норм після першого розряду шахістка отримувала одразу звання майстра. На той час не кожному із цим щастило. Так, за першим виданням книжки Є.Бикової «Радянські шахістки» (1951), тоді серед шахісток СРСР було лише 4 майстри спорту (Валентина Бєлова, Єлизавета Бикова, Ольга Рубцова і Людмила Руденко) і 21 першорозрядниця, зокрема киянки Берта Вайсберг, Есфір Гольдберг і Алла Рубінчик.
У 50-ті роки Берта (або, як її називали друзі та колегі-шахісти, «Беба») Вайсберг тричі здобувала титул чемпіонки України (у 1950, 1956 і 1959 рр.), у 1951 р. втретє (після перемог 1947 і 1948 рр.) перемогла у всесоюзній першості ДСТ «Труд», не раз була призером аналогічних турнірів в інші роки, гідно виступала в різних командних змаганнях.
У середині 50-х Берта Вайсберг влаштувалася коректором у військову типографію, де й пропрацювала до пенсії.

Майстер спорту СРСР, також киянка Любов Якір спогадувала: 
«Берта Вайсберг була здібною шахісткою, цікавою. Після втрати чоловіка виховувала дочку й сина. Вона жила в центрі Києва на Хрещатику, що, завдяки її гостинності, сприяло спілкуванню і дружбі з багатьма шахістами. Жила вона дуже тяжко, працювала в різних місцях, а останнім часом працювала коректором в одному видавництві»
У 1964 році Берта Йосипівна вкотре стала чемпіонкою Києва.
Дочка Берти Вайсберг Лариса наприкінці вісімдесятих емігрувала з родиною до США, де й нині живе її син Едуард, онук шахістки.
Ще один онук шахістки, син її сина Семена, — відомий український художник Матвій Вайсберг, живе з родиною в Києві.
Померла в 1972 році від інсульту, похована на Берковецькому кладовищі.

## Турнірні результати

### Чемпіонати України
| Рік  | Місце проведення | Турнір                 | Результат | +  | — | = | Місце  |
| ---- | ---------------- | ---------------------- | --------- | -- | - | - | ------ |
| 1935 | Київ             | 1-й чемпіонат України  | 11 з 14   |    |   |   | — 2    |
| 1936 | Київ             | 2-й чемпіонат України  | 9 з 12    |    |   |   | — 3    |
| 1937 | Київ             | 3-й чемпіонат України  | 11½ з 15  | 10 | 2 | 3 | Bronze |
| 1938 | Київ             | 4-й чемпіонат України  | 10½ з 15  | 8  | 2 | 5 | — 3    |
| 1946 | Київ             | 6-й чемпіонат України  | 10 з 11   | 8  | 2 | 0 | Gold   |
| 1947 | Київ             | 7-й чемпіонат України  | 8 з 10    | 9  | 1 | 0 | Silver |
| 1948 | Київ             | 8-й чемпіонат України  | 8½ з 13   | 8  | 4 | 1 | 4      |
| 1949 | Одеса            | 9-й чемпіонат України  | 5½ з 11   | 2  | 2 | 7 | 6 — 9  |
| 1950 | Київ             | 10-й чемпіонат України | 11½ з 14  | 10 | 1 | 3 | — 2    |
| 1951 | Київ             | 11-й чемпіонат України | 9½ з 14   | 5  | 0 | 9 | — 3    |
| 1953 | Київ             | 13-й чемпіонат України | 12 з 17   | 10 | 3 | 4 | Silver |
| 1954 | Київ             | 14-й чемпіонат України | 10 з 14   | 7  | 1 | 6 | — 4    |
| 1955 | Київ             | 15-й чемпіонат України | 9 з 14    | 7  | 3 | 4 | — 5    |
| 1956 | Київ             | 16-й чемпіонат України | 13 з 17   | 9  | 0 | 8 | Gold   |
| 1957 | Київ             | 17-й чемпіонат України | 12 з 17   |    |   |   | — 4    |
| 1958 | Київ             | 18-й чемпіонат України | 10 з 17   |    |   |   | 4 — 6  |
| 1959 | Київ             | 19-й чемпіонат України | 12½ з 17  | 10 | 2 | 5 | Gold   |
| 1960 | Київ             | 20-й чемпіонат України | 11 з 17   |    |   |   | 4 — 5  |
| 1961 | Київ             | 21-й чемпіонат України | 9 з 17    | 8  | 7 | 2 | 8 — 9  |
| 1962 | Київ             | 22-й чемпіонат України | 5 з 17    | 1  | 8 | 8 | 8 — 9  |

### Чемпіонати СРСР
Берта Вайсберг зіграла у п'яти фінальних турнірах чемпіонатів СРСР, набравши при цьому 27 очок з 87 можливих (+11-38=32), що становить 31 % від числа можливих очок.
| Рік  | Місце проведення | Турнір                         | Результат | + | —  | = | Місце   |
| ---- | ---------------- | ------------------------------ | --------- | - | -- | - | ------- |
| 1950 | Рига             | 10-й чемпіонат СРСР            | 8½ з 15   | 5 | 3  | 7 | 4 — 5   |
| 1952 | Тбілісі          | 12-й чемпіонат СРСР            | 3 з 17    | 0 | 11 | 6 | 18      |
| 1953 | Ростов-на-Дону   | 13-й чемпіонат СРСР            | 4½ з 19   | 1 | 7  | 7 | 17      |
| 1954 | Краснодар        | 14-й чемпіонат СРСР            | 5 з 19    | 3 | 12 | 4 | 19      |
| 1957 | Куйбишев         | півфінал 17-го чемпіонату СРСР | 9½ з 15   |   |    |   | 4 — 5   |
|      | Вільнюс          | 17-й чемпіонат СРСР            | 6 з 17    | 2 | 7  | 8 | 17 — 18 |